# Айтім-ауили
Айті́м-ауили́ (каз. Әйтім ауылы) — село у складі Павлодарського району Павлодарської області Казахстану. Входить до складу Кенеського сільського округу.
Населення — 290 осіб (2021; 346 у 2009, 387 у 1999, 605 у 1989).
Національний склад станом на 1989 рік:
- казахи — 79 %

До 2004 року село називалось Кенес.